# Pottsville Maroons
Los Pottsville Maroons jugaron en la National Football League (NFL) de 1925 hasta 1928. el equipo fue propiedad de J.G. Streigel y jugó en el Minersville Park. El equipo se convirtió en los Boston Bulldogs en 1929 (sin relación con los Boston Bulldogs de la American Football League tres años antes). La NFL considera a los Bulldogs y a los Maroons como el mismo equipo.
Los Maroons, de Pottsville, Pensilvania, fueron uno de los mejores equipos de la liga en 1925 y 1926, con marcas de temporada regular de 10-2 y 10-2-1, respectivamente. Incluso hay una controversia acerca del campeonato de la temporada de 1925. Sin embargo, el equipo sufrió de dos temporadas perdedoras en las siguientes dos campañas. En 1929, el equipo se mudó a Boston, Massachusetts, para convertirse en los Bulldogs, pero se retiraron después de esa temporada.
En el plantel de 1928 incluían a tres futuros miembros del Salón de la Fama (Johnny "Blood" McNally, Walt Kiesling y al entrenador Wilbur "Pete" Henry) pero tuvieron la peor marca en la historia de la franquicia.  Al final de la temporada de 1929, se les dio a los jugadores un balón pequeño hecho de arbón de antracita, un recuerdo de la última temporada jugada en Pottsville.

## Miembros del Salón de la Fama
- Wilbur "Pete" Henry
- Walt Kiesling
- John "Blood" McNally

## Temporada por temporada
|                    | Año  | V  | D | E | Posición Final | Entrenador |
| ------------------ | ---- | -- | - | - | -------------- | ---------- |
| Pottsville Maroons | 1925 | 10 | 2 | 0 | 2º*            | Dick Rauch |
| Pottsville Maroons | 1926 | 10 | 2 | 1 | 3º             | Dick Rauch |
| Pottsville Maroons | 1927 | 5  | 8 | 0 | 8º             | Dick Rauch |
| Pottsville Maroons | 1928 | 2  | 8 | 0 | 8º             | Pete Henry |
| Boston Bulldogs    | 1929 | 4  | 4 | 0 | 4º             | Dick Rauch |

- Los Maroons tenían la mejor marca para ganar el campeonato, pero fueron suspendidos por la liga después de que jugaron un partido en Filadelfia contra un equipo de Notre Dame. (ver arriba)